# Прагматична педагогіка
Прагматична педагогіка — одна з поширених педагогічних течій у США, Англії та деяких інших капіталістичних країнах, в основі якої лежать ідеї прагматизму, засновник — Джон Дьюї.
Відома також під назвами інструменталізм, експерименталізм, конструктивізм, прогресивізм або прогресивне виховання.

## Основні ідеї
1. погляд на виховання як на постійну реконструкцію особистого досвіду дітей;
2. в основу навчання і виховання входять спонтанні інтереси й потреби дитини в даний час (педоцентризм);
3. методом навчання є діяльність (ігрова, трудова), у процесі якої діти побіжно набувають знань і навичок, необхідних для кращого виконання поставлених перед ними завдань.[1]

## Оцінка
За оцінкою УРЕ, прагматична педагогіка перебільшує значення особистого досвіду дітей, їх спонтанних інтересів, недооцінює систематичну освіту, підмінюючи її комплексним навчання, роль вчителя в навчально-виховному процесі зводить до ролі консультанта. 
Головний метод прагматичної педагогіки — «навчання через діяльність»: діти набувають знання, уміння й навички в процесі гри або трудової діяльності. Через це її критикують як таку, яка призводить до «однобічного практицизму», коли теоретична освіта підпорядковується практичній діяльності учнів. Прихильники педагогічної течії вважали, що поліпшення роботи школи може стати засобом перебудови соціального ладу в дусі примиреная класових інтересів різних верств буржуазного суспільства. 
Окремі ідеї прагматичної педагогіки (зокрема метод проєктів) були поширені в СРСР в кінці 20 — на початку 30 pоків. Засуджені постановою ЦК ВКП(б) «Про початкову і середню школу» (1931).